# Macleania coccoloboides
Macleania coccoloboides är en ljungväxtart som beskrevs av A. C. Smith. Macleania coccoloboides ingår i släktet Macleania och familjen ljungväxter. Inga underarter finns listade i Catalogue of Life.